# Мерник (прибор)
Мерник — прибор для измерения жидкостей методом налива и последующего слива. Мерники применяются как на предприятиях спиртовой и вино-водочной промышленности, так и на предприятиях других отраслей для учёта оборота жидкостей или сжиженых газов.
Мерники изготавливаются из металла. В зависимости от измеряемой жидкости, основной конструкционный материал мерника может быть: углеродистый, низколегированный или нержавеющий металлопрокат.
Мерники состоят из мерной горловины и накопительного резервуара.
Мерники делятся на мерники металлические технические и мерники металлические эталонные.
Мерники подвергаются поверке (поверка — проверка вместимости прибора) после изготовления, а также в ходе эксплуатации. Периодичность и способы поверки установлены:
- для мерников металлических технических — согласно ГОСТ 8.633-2013 «Государственная система обеспечения единства измерений. Мерники металлические технические. Методика поверки»;
- для мерников металлических эталонных — согласно ГОСТ 8.400-2013 «Государственная система обеспечения единства измерений. Мерники металлические эталонные. Методика поверки».

Мерник является средством измерения. Все производители мерников в Российской Федерации имеют Свидетельство об утверждении типа средства измерений. Сведения об утверждённых типах средств измерений доступны в соответствующем разделе сайта Росстандарта Российской Федерации.